# Catamecia balestrei
Catamecia balestrei är en fjärilsart som beskrevs av Lucas 1907. Catamecia balestrei ingår i släktet Catamecia och familjen nattflyn. Inga underarter finns listade i Catalogue of Life.